# 第25SS武装擲弾兵師団
第25SS武装擲弾兵師団 フニャディ（ハンガリー第1）（独: 25. Waffen-Grenadier-Division der SS „Hunyadi“ (ungarische Nr. 1)）は、武装親衛隊の師団であり、1944年11月2日に編成された。部隊称号のフニャディは、15世紀の武将ヨハン・フニャディにちなむ。

## 編成
師団は1944年10月に承認され、11月にはそれまで第61SS擲弾兵連隊に配属されていた戦闘集団「デアーク」の1000名のハンガリー志願兵で創設された。
師団将兵は主に武装親衛隊の錬成学校から送り込まれた者もいたが、主にハンガリー義勇兵、元ハンガリー軍将兵、またはレバンテ機関に所属していた若者や一般人で構成されていた。師団幹部はドイツ国防軍、武装親衛隊、ハンガリー軍の将校が移籍した。また、第25スキー大隊はハンガリー陸軍山岳中隊から生まれた。

## 訓練と終戦
師団はドイツ・ノイハマーの練兵場に送られたが、赤軍がシレジアまで侵攻してきたその時にもまだ、出動可能な状態にはほど遠かった。練兵場にいる2万2000名以上の兵員に加え、たくさんのその家族らでノイハマーは大混乱となる。その後師団にバイエルンへの帰還命令が出され、最初にバラヴィアへ、のちにオーストリアへ退却した。
最終的に師団はオーストリアのザルツカンマーグートでわずかな銃撃戦行った後、5月4日から5日の間にアメリカ第3軍に投降した。

## 師団長
| 着任       | 離任         | 階級（当時）   | 氏名                             |
| ---------- | ------------ | -------------- | -------------------------------- |
| 1944年11月 | 1944年11月   | 親衛隊上級大佐 | トーマス・ミュラー Thomas Müller |
| 1944年11月 | 1945年5月8日 | 親衛隊中将     | ヨゼフ・グラッシー Jozef Grassy  |

## 戦力組成
- 第61SS武装擲弾兵連隊
- 第62SS武装擲弾兵連隊
- 第63SS武装擲弾兵連隊
- 第25SS武装砲兵連隊
- 第25武装スキー連隊
- 第25軽歩兵大隊
- 第25SS戦車猟兵大隊
- 第25SS獣医大隊
- 第25野戦補充大隊
- 第25SS補給大隊